# El Calvario, Otzoloapan
El Calvario är en ort i kommunen Otzoloapan i delstaten Mexiko i Mexiko. Samhället hade 341 invånare vid folkräkningen år 2020.